# Marie-Odile Hartmann
Marie-Odile Hartmann commence par exercer le métier de comédienne pendant cinq ans, puis décide d'écrire pour le théâtre. Elle écrit notamment des adaptations de contes pour le jeune public, dont Hansel et Gretel, Barbe-Bleue, La Belle et la Bête, Les aventures des trois petits cochons, La Revanche des loups, etc.

## Biographie
Marie-Odile Hartmann commence par exercer le métier de comédienne pendant 5ans, puis décide d'écrire pour le théâtre. Elle écrit notamment des adaptations de contes pour le jeune public, dont Hansel et Gretel ,Barbe-Bleue, La Belle et la Bête, Les aventures des trois petits cochons, La Revanche des loups, etc. Elle fait une carrière de professeure de lettres classiques et publie de nombreux ouvrages pour la jeunesse. 

## Œuvres
- Marie-Odile Hartmann, Ariane contre le Minotaure, Nathan, 2004.
- Marie-Odile Hartmann, Marie, les messages de l'ange, Nathan, 2015.